# 弗拉查尔
弗拉查尔（塞尔维亚语：／，發音：[v̞rǎt͡ʃaːr]）是组成贝尔格莱德的17个自治市之一，面积297公頃（734英畝），是其中面积最小、人口最稠密的一个自治市。弗拉查尔是构成城市中心区的三个自治市之一（连同萨夫斯基韦纳茨以及老城）。这是一个富裕的自治市，其房地产价格在贝尔格莱德属于最昂贵的之列，受过大学教育的居民比例也属最高。这是一个重要的住宅和商业区。贝尔格莱德最有名的地标圣萨瓦寺也位于弗拉查尔。

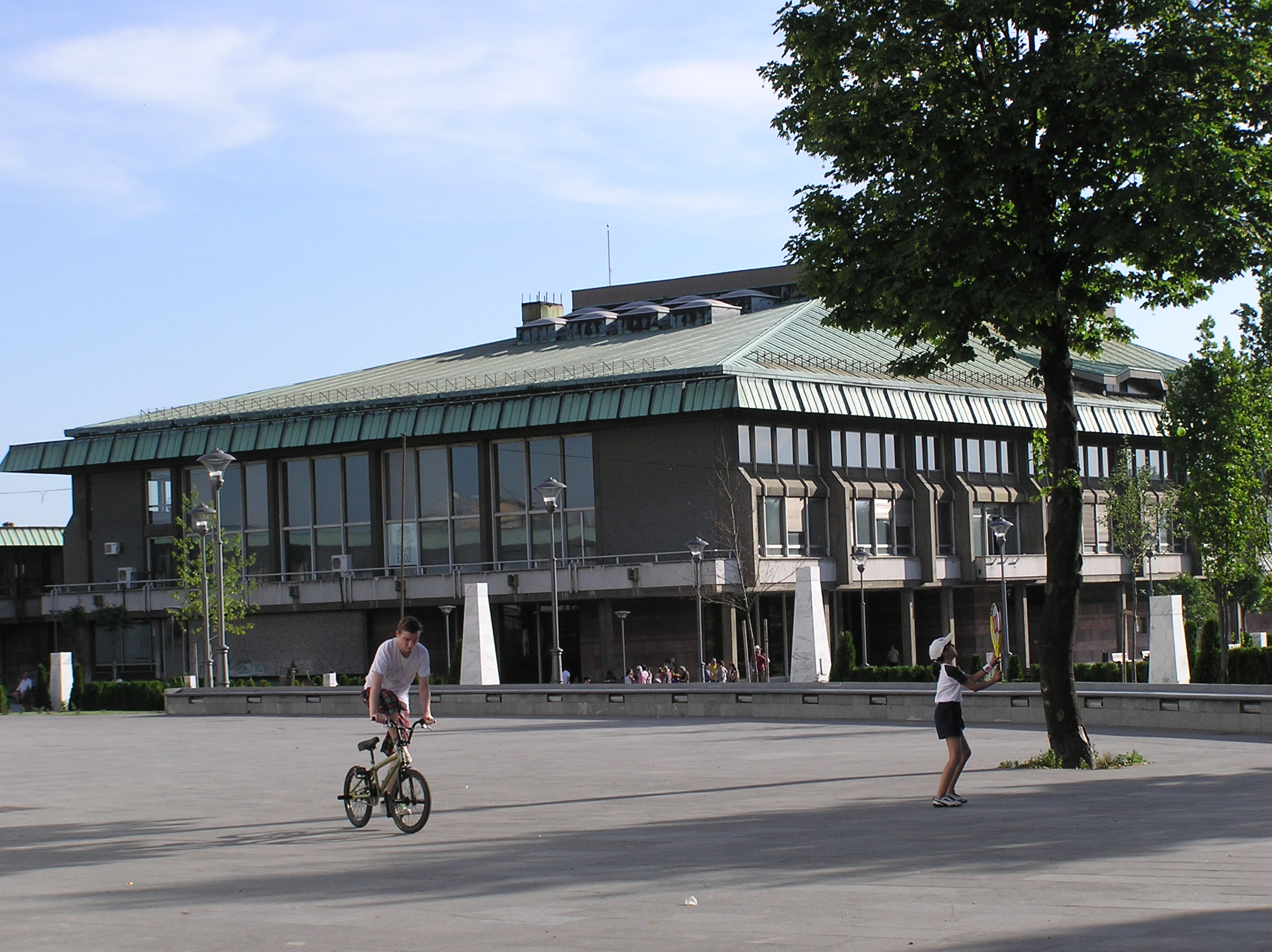
塞尔维亚国家图书馆
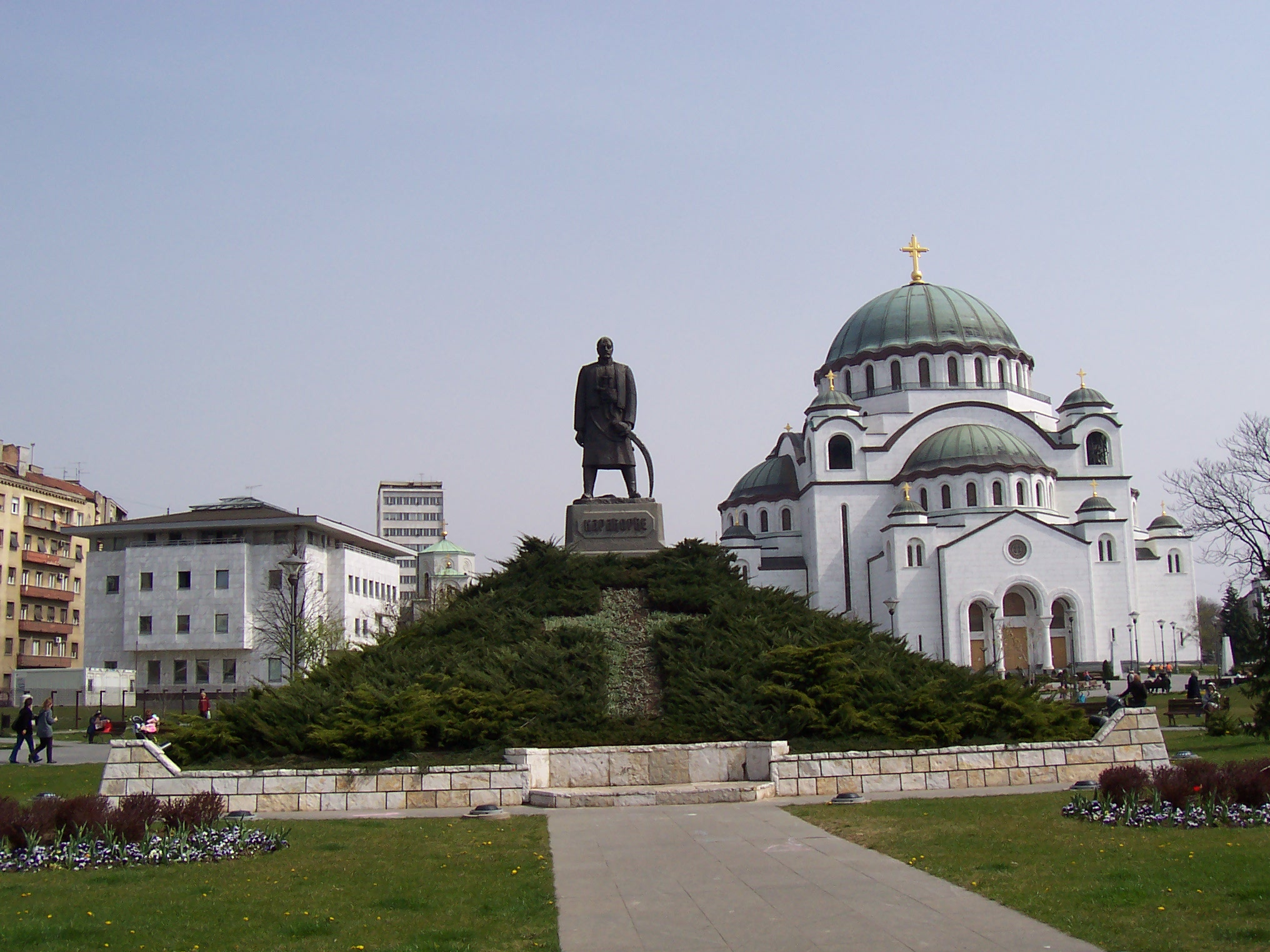
Karadjordje和 圣萨瓦寺
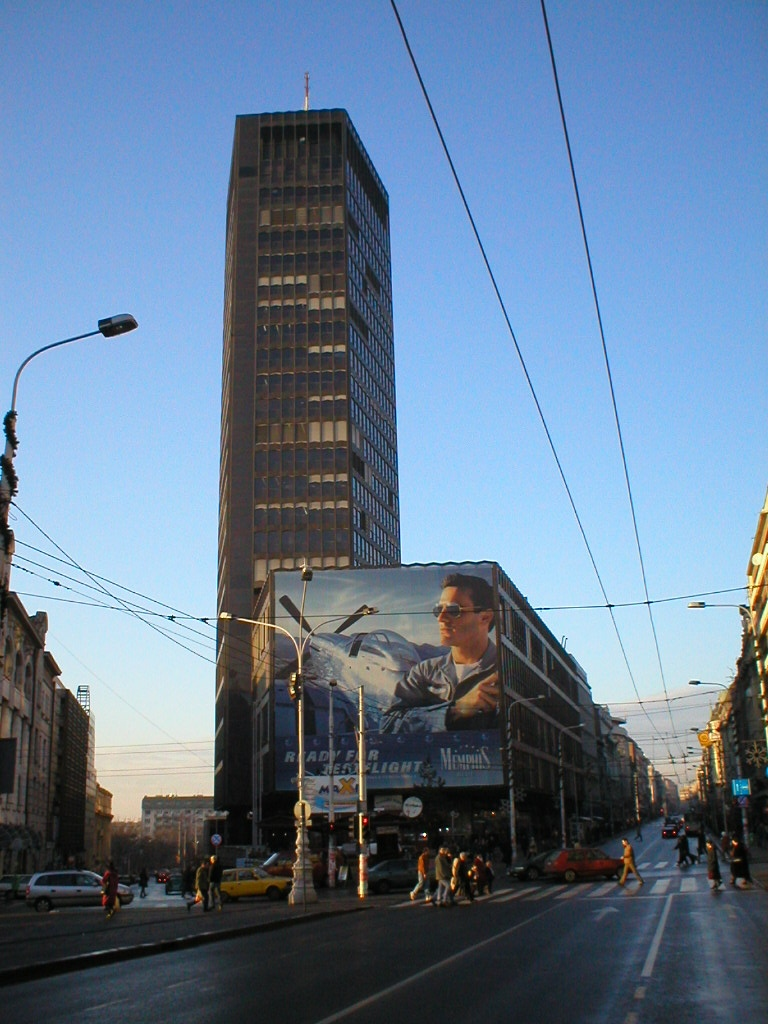
Beograđanka大厦